# 郦王
郦王，中国古代封爵之一。

## 元朝
封地在今陕西省境内，为金印兽纽王。
- 懿怜质班，元明宗次子，即元宁宗。至顺元年（1330年）封，至顺三年登基。